# Etheldreda Laing
Etheldreda Janet Laing (1872–1960) es una fotógrafa británica recordada por sus primeras fotografías autocromas que empezó a tomar en el año 1908.

## Biografía
Nació en Ely en 1872, Etheldreda fue la hija de Richard Winkfield, director de King's School. Después de estudiar dibujo en Cambridge, se casó con el abogado Charles Miskin Laing en 1895; luego la pareja vivió en Oxford. En 1899 se mudaron a Bury Knowle House en Oxford, en el distrito de Headington.  
Entusiasmada con la fotografía, que parece haber practicado desde finales de la década de 1890, Etheldreda construyó su propio cuarto oscuro en la casa. Mostró un interés inmediato en el proceso de color de Autochrome cuando las planchas estuvieron disponibles por primera vez en 1907. Desde 1908 tomó muchas fotografías de sus hijas Janet e Iris en el jardín. Posteriormente, se dedicó a pintar miniaturas y se unió a la Royal Miniature Society.
Laing mostró gran cuidado en sus composiciones, con tomas cuidadosamente planteadas, principalmente en el jardín donde la luz era buena. También hay una fotografía interior de Janet en kimono japonés, que era popular en ese momento. Probablemente necesitó de una exposición de hasta un minuto para poder tomarla.